# Vârful Măgura Stânii, Munții Meseș

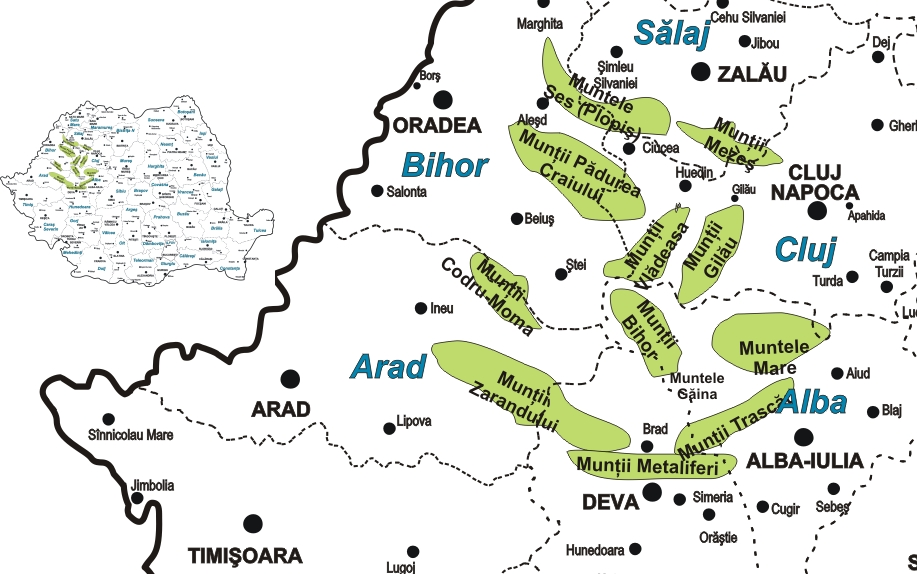
Localizarea în cadrul Munţilor Apuseni

Măgura Stânii, este un vârf din Munții Meseș, situat deasupra orașului Zalău, având o altitudine de 716 metri. Vârful este acoperit de pădure, cunoscută ca marea pădure a Meseșului. Pe prelungirea sudică (dinspre satul Stâna se găsește și un arborete de molid la o altitudine de aproximativ 600 metri (se pare că plantat și nu crescut natural), destul de nespecific zonei.

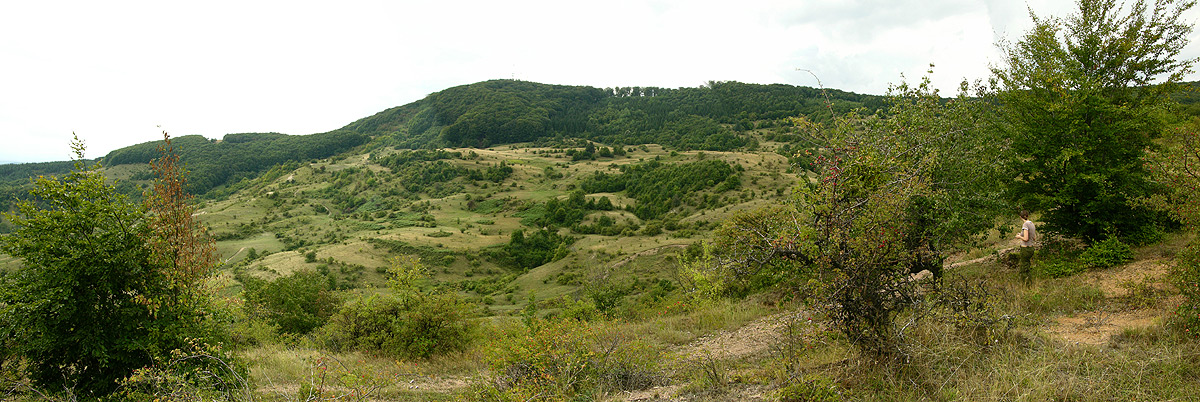
Măgura Stânii (716 m) şi obârşia Văii Stâna